# Аль-Карх
Аль-Карх — иракский спортивный клуб, базирующийся в районе Карх, Багдад. Команда играет в иракской премьер-лиге, высшем дивизионе иракского футбола. Основной стадион клуба — «Аль-Карх».
Клуб был основан в 1963 году, «Аль-Карх» впервые вышел в высшую лигу в 1990 году, заняв место клуба «Аль-Рашид», который был расформирован.

## История
В конце 1940-х годов был создан баскетбольный клуб под названием «Аль-Мансур», где выступало множество передовых иракских баскетболистов тех лет. Команда выиграла турнир Адхамийи 1958 года. В начале 1960-х годов клуб был расформирован, а его административный совет основал новый спортивный клуб «Аль-Карх», который считается преемником «Аль-Мансура».
С момента основания в 1963 году, «Аль-Карх» не смог повыситься в иракскую премьер-лигу в течение 27 лет, всё это время клуб выступал в низших дивизионах.
23 ноября 1983 года Удей Хусейн основал новый спортивный клуб под названием «Аль-Рашид», который стал базироваться на стадионе «Аль-Карх». «Аль-Рашид» вскоре стал самым успешным клубом в Ираке, вышел в высшую лигу в первый же сезон. Позже за семь лет клуб выиграл три титула чемпиона, два Кубка Ирака, три Арабских лиги чемпионов и дошёл до финала в Лиге чемпионов АФК.
18 августа 1990 года Национальный олимпийский комитет Ирака решил расформировать «Аль-Рашид», передать всю его инфраструктуру клубу «Аль-Карх» и отдать «Аль-Карху» место «Аль-Рашида» в иракской премьер-лиге.
Когда «Аль-Карх» занял место «Аль-Рашида» в иракской премьер-лиге, команда впервые в своей истории сыграла в высшей лиге иракского футбола. Многие игроки сборной Ирака, такие как Аднан Диржал, Харис Мохаммед и Самир Шакер, после расформирования «Аль-Рашида» ушли со спорта, остальные перешли в другие клубы, как Ахмад Ради, Лаит Хусейн и Хабиб Джафар. В своём первом сезоне в высшем дивизионе (1990/91) «Аль-Карх» финишировал на четвёртом месте с 38 очками.
Под руководством Аднана Диржала «Аль-Карх» показал лучший результат в истории, заняв третье место в сезоне 1991/92 и на три очка отстав от лидера. Дирджал получил награду лучшего тренера Ирака, а футболист команды Саад Каис Ноаман получил лучшую награду игрока. «Аль-Карх» также занял четвёртое место в чемпионате Багдада 1991 года.
В следующих четырёх сезонах «Аль-Карх» финишировал в середине турнирной таблицы. В Кубке Ирака за эти годы «Аль-Карх» не демонстрировал высоких результатов, зато в чемпионате Багдада 1993 года «Аль-Карх» занял четвёртое место.
В 1996 году клуб участвовал в турнире Индийской футбольной ассоциации. Клуб дошёл до финала, проиграв с минимальным счётом после дополнительного времени ДжКТ. В сезоне 1996/97 «Аль-Карх» финишировал на 14-м месте в зоне вылета, набрав 27 очков в 30 матчах. Впервые с 1990 года команда вылетела в Первый дивизион Ирака. Клуб вернулся в иракскую премьер-лигу в сезоне 1997/98. После повышения клуб в течение пяти сезонов держался в середине турнирной таблицы. В сезоне 1999/2000 «Аль-Карх» вышел в полуфинал кубка Ирака, где после ничьи 1:1 уступил в серии пенальти «Аль-Куве». Команды также встретились в полуфинале чемпионата Багдада 1999 года, где снова победа в серии пенальти была за «Аль-Кувой», тем не менее «Аль-Карх» выиграл матч за третье место. В следующем сезоне «Аль-Карх» повторил этот результат.
В сезоне 2003/04, когда новым президентом клуба назначили Шарара Хайдера, «Аль-Карх» не смог выйти в плей-офф, в следующем сезоне ситуация повторилась. В сезоне 2005/06 «Аль-Карх» финишировал в зоне вылета с 12 очками в 12 матчах, на одно очко отстав от «Диялы», которая избежала вылета в Первый дивизион. «Аль-Карх» оставался в Первом дивизионе до сезона 2009/10. Под руководством Насрата Нассира «Аль-Карх» вернулся в премьер-лигу. После двух сезонов «Аль-Карх» снова понизился в классе, затем снова вернулся в премьер-лигу после победы в Первом дивизионе в сезоне 2012/13.
В сезоне 2021/22 «Аль-Карх» выиграл свой первый Кубок Ирака, победив в финале «Аль-Кахраба» со счётом 2:1.

## Стадион
Сначала клуб «Аль-Мансур» приобрёл старое здание и переоборудовал его в баскетбольную площадку, там же находилась штаб-квартира клуба. В конце 1960-х годов здание начало разрушаться, что стало основной причиной расформирования клуба. В 1963 году новосозданный клуб «Аль-Карх» стал базироваться на одноимённом стадионе.
В 1984 году на стадионе стал выступать «Аль-Рашид», клуб переименовал стадион, провёл ремонт и позволил открыть магазины вокруг него. После расформирования «Аль-Рашида» стадиону вернули старое название «Аль-Карх». В 2004 году стадион был реконструирован после того, как он был повреждён ВВС США в битве за Багдад (2003).